# لورينزو أفوغادري
لورينزو أفوغادري (بالإيطالية: Lorenzo Avogadri)‏ (مواليد 21 أغسطس 2001) هو لاعب كرة قدم إيطالي، يلعب كحارس مرمى.